# 土耳其廣播電視公司聲音頻道
土耳其廣播電視公司聲音頻道（土耳其語：TRT Avaz）是土耳其廣播電視公司一條於2009年開播的國際電視頻道，其名稱「Avaz」是由時任土耳其總統阿卜杜拉·居爾親自命名，而這個詞語在很多突厥語系語言當中都是「聲音」的意思。這條頻道以阿塞拜疆語、波斯尼亞語、哈薩克語、吉爾吉斯語、烏茲別克語、韃靼語以及土庫曼語向全球特別是中亞地區播放，而其節目種類則包括紀錄片、清談節目、文化節目、音樂節目、地區特色電影和肥皂劇，此外觀眾也可以透過各個節目附有的土耳其語字幕學習土耳其語。